# Blagny
Blagny ist eine französische Gemeinde mit 1.093 Einwohnern (Stand: 1. Januar 2022) im Département Ardennes der Region Grand Est. Sie gehört zum Arrondissement Sedan und zum Kanton Carignan.

## Geografie
Blagny liegt etwa 22 Kilometer südöstlich von Sedan am Fluss Chiers.
Nachbargemeinden von Blagny sind Carignan im Norden und Westen, Les Deux-Villes im Nordosten, Puilly-et-Charbeaux im Osten und Nordosten, Linay im Osten sowie Sailly im Süden und Südwesten.
Der Bahnhof der Gemeinde liegt an der Bahnstrecke Mohon–Thionville.

## Bevölkerungsentwicklung
| Jahr                      | 1962 | 1968 | 1975 | 1982 | 1990 | 1999 | 2006 | 2013 |
| Einwohner                 | 1831 | 1745 | 1801 | 1393 | 1382 | 1259 | 1250 | 1213 |
| Quelle: Cassini und INSEE |      |      |      |      |      |      |      |      |

## Sehenswürdigkeiten

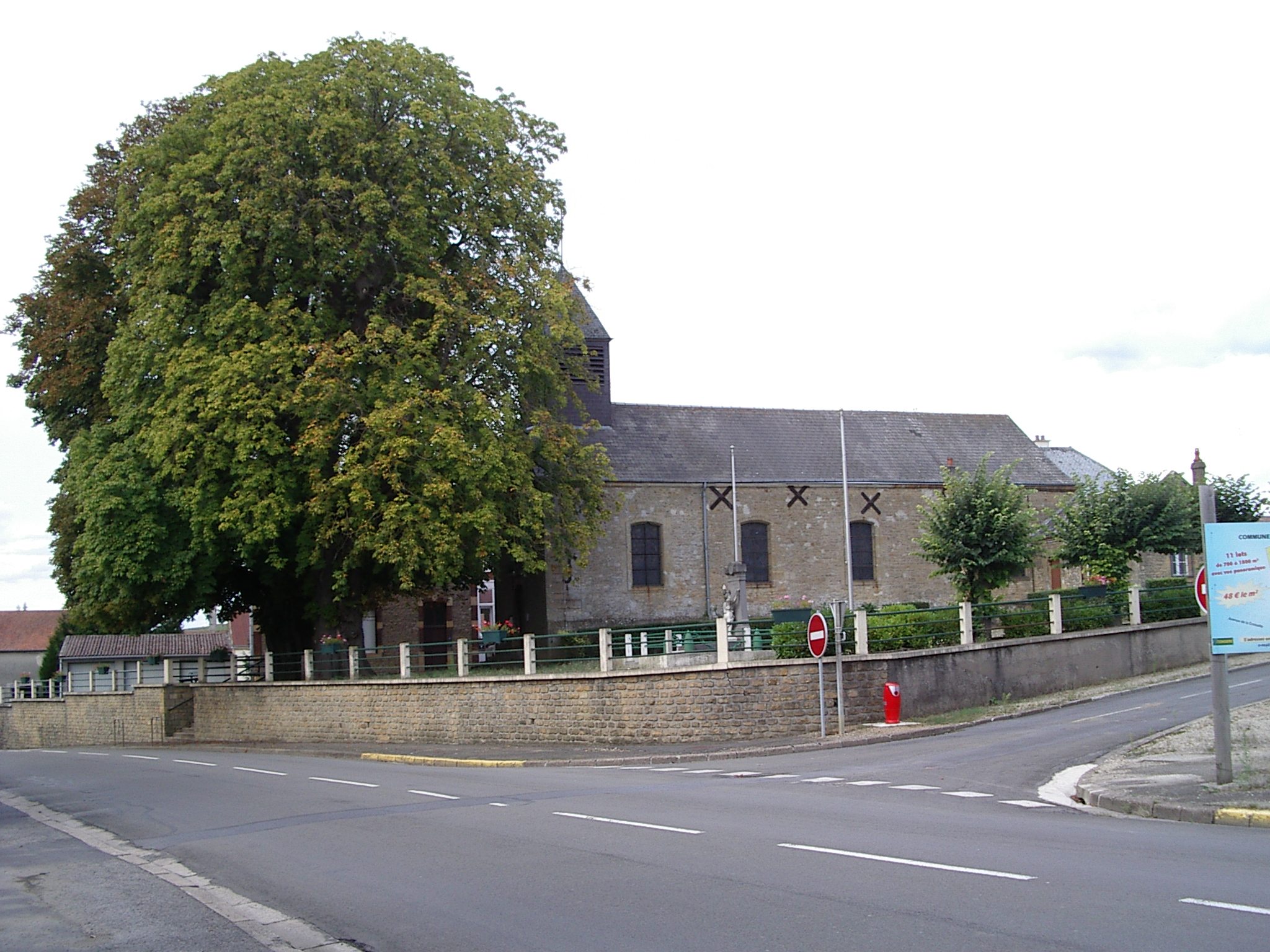
Kirche Saint-Rémy

- Kirche Saint-Rémy